# 香港專業教育學院（青衣）

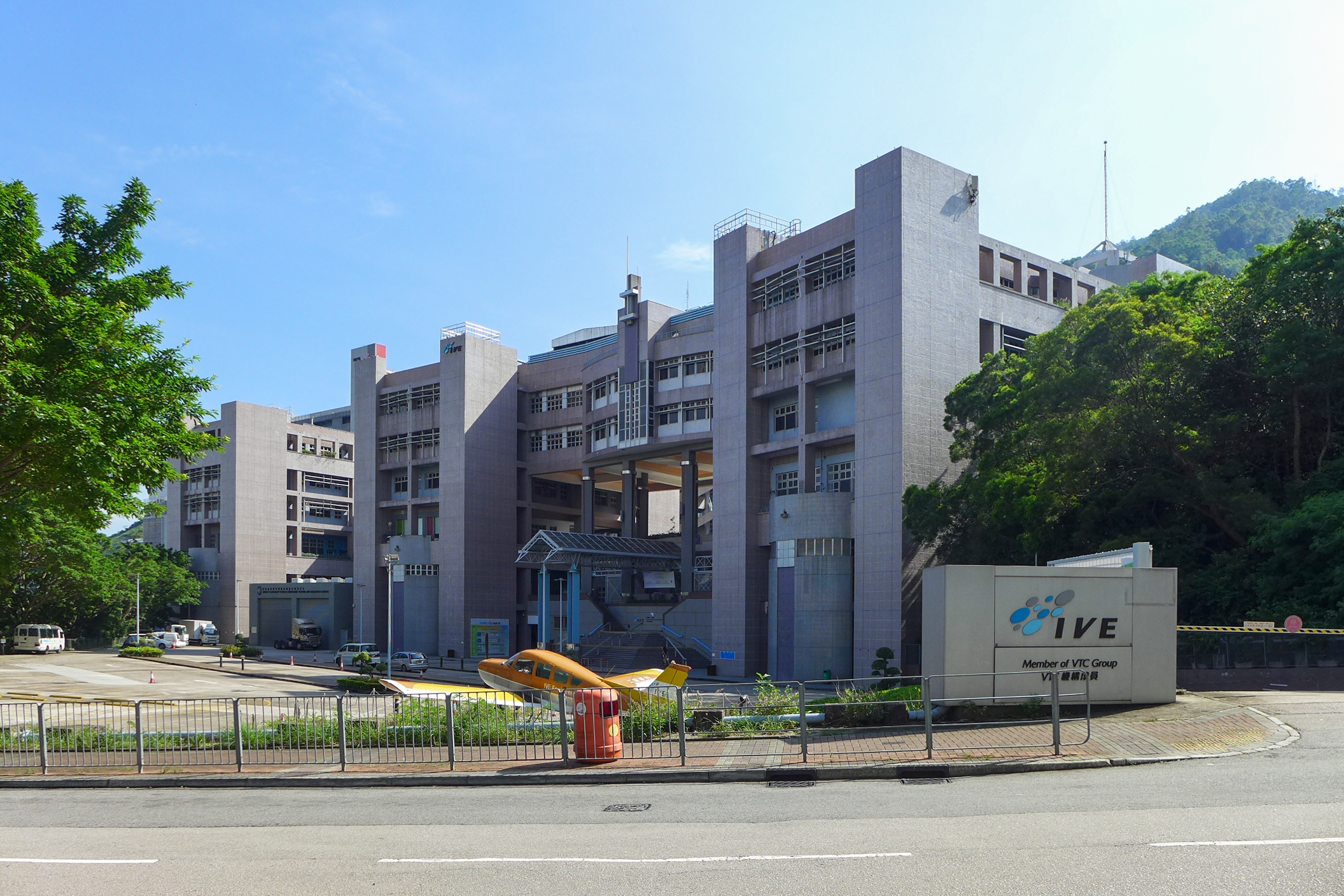
校舍入口（2017年7月）

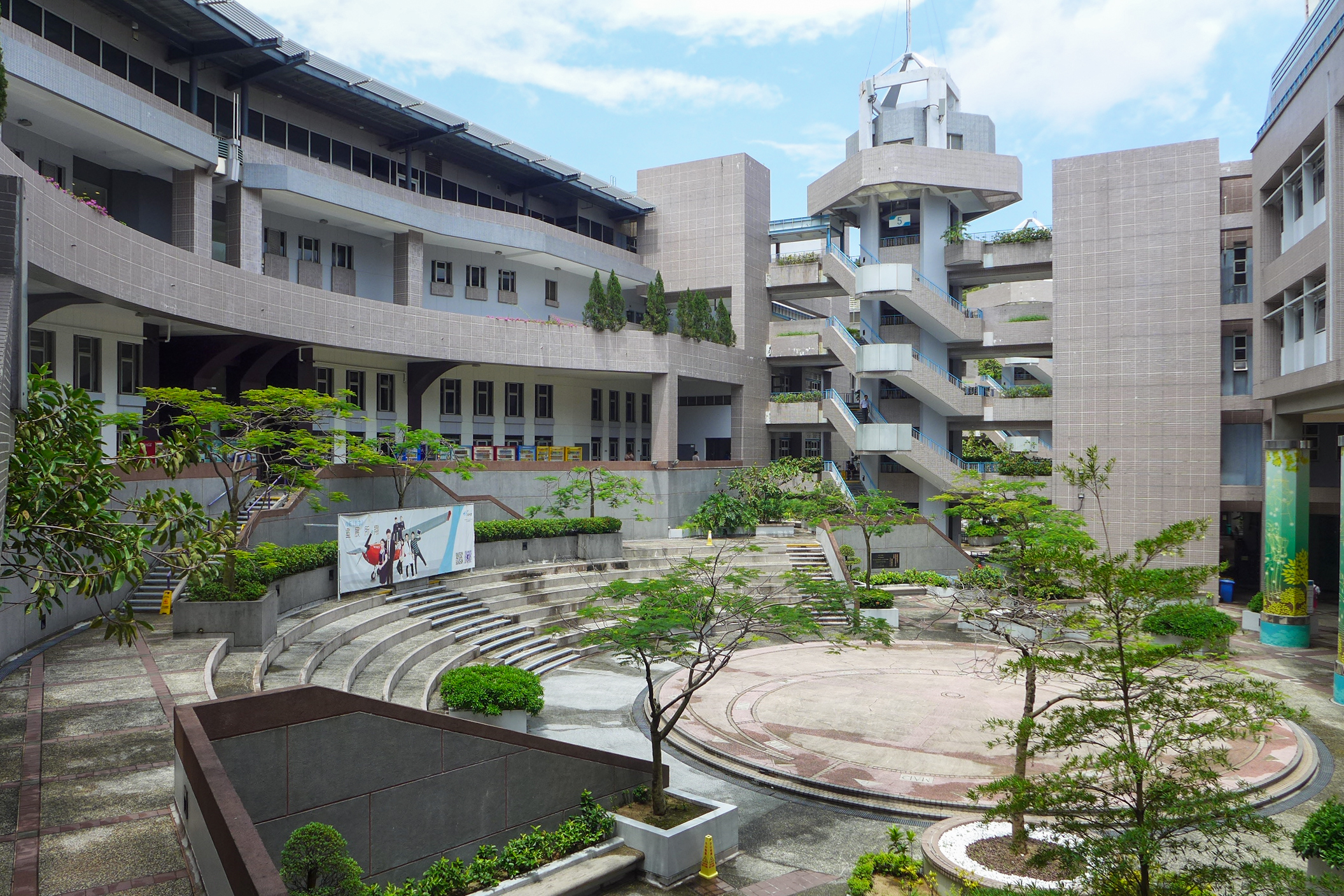
校舍廣場

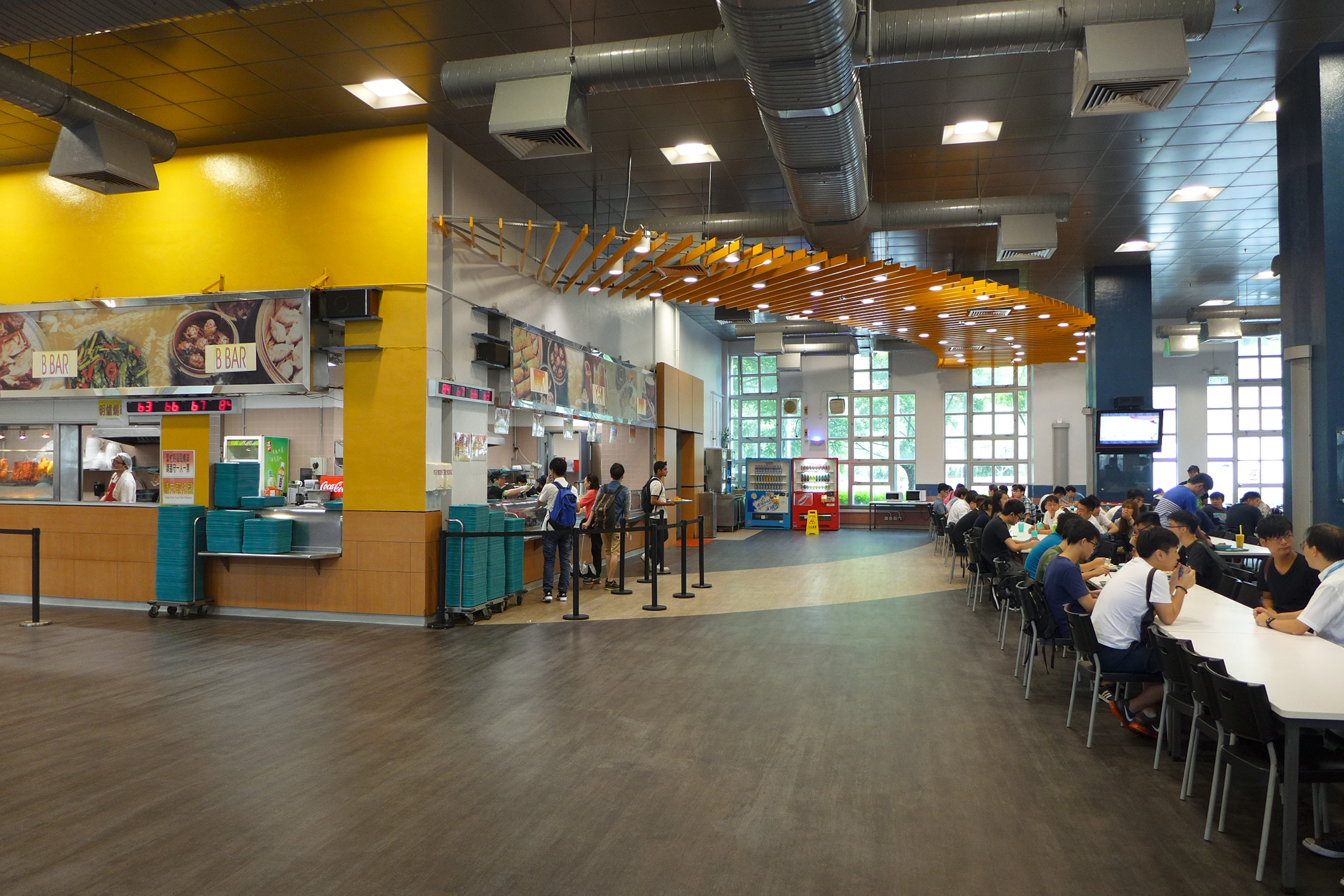
飯堂

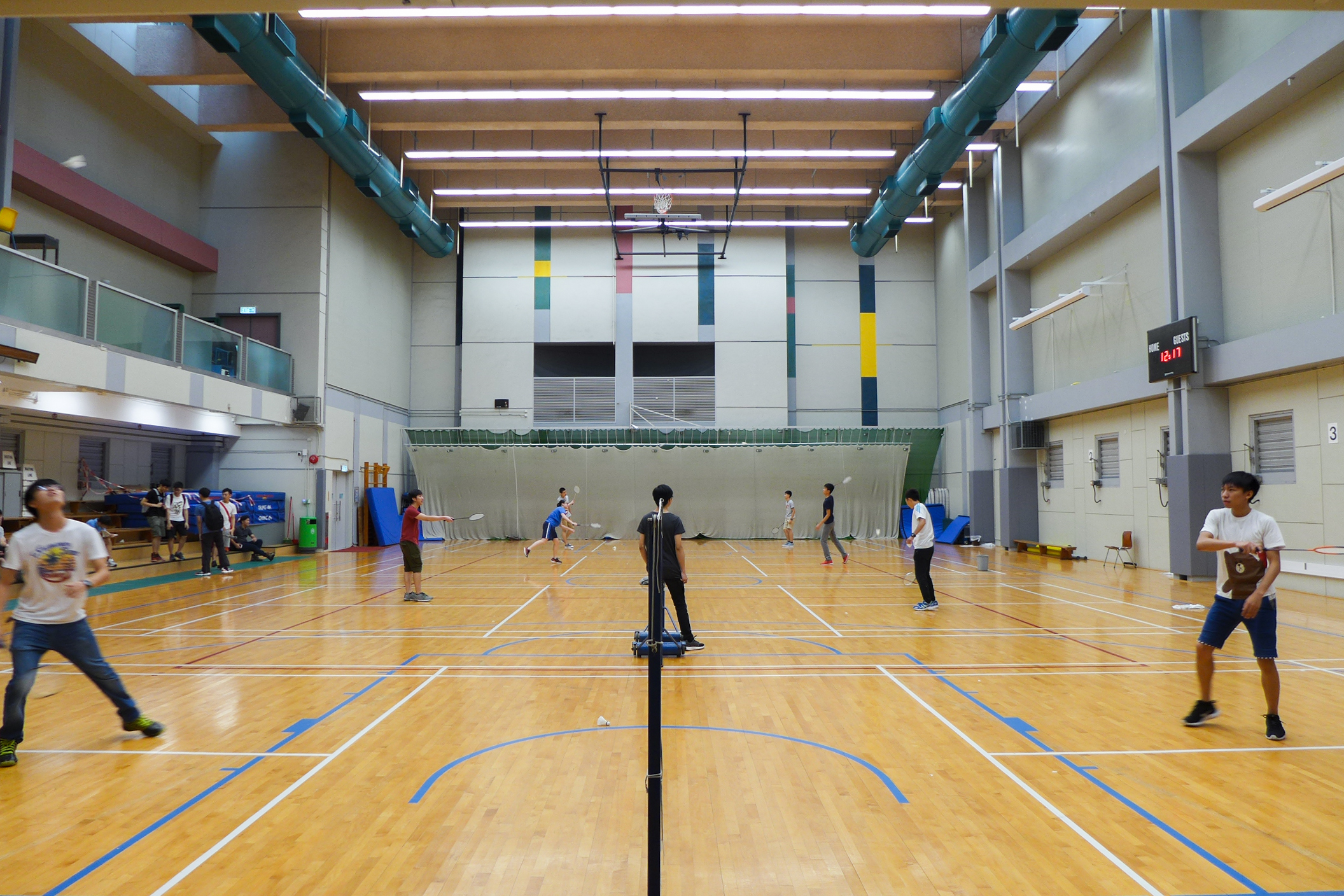
校舍體育館

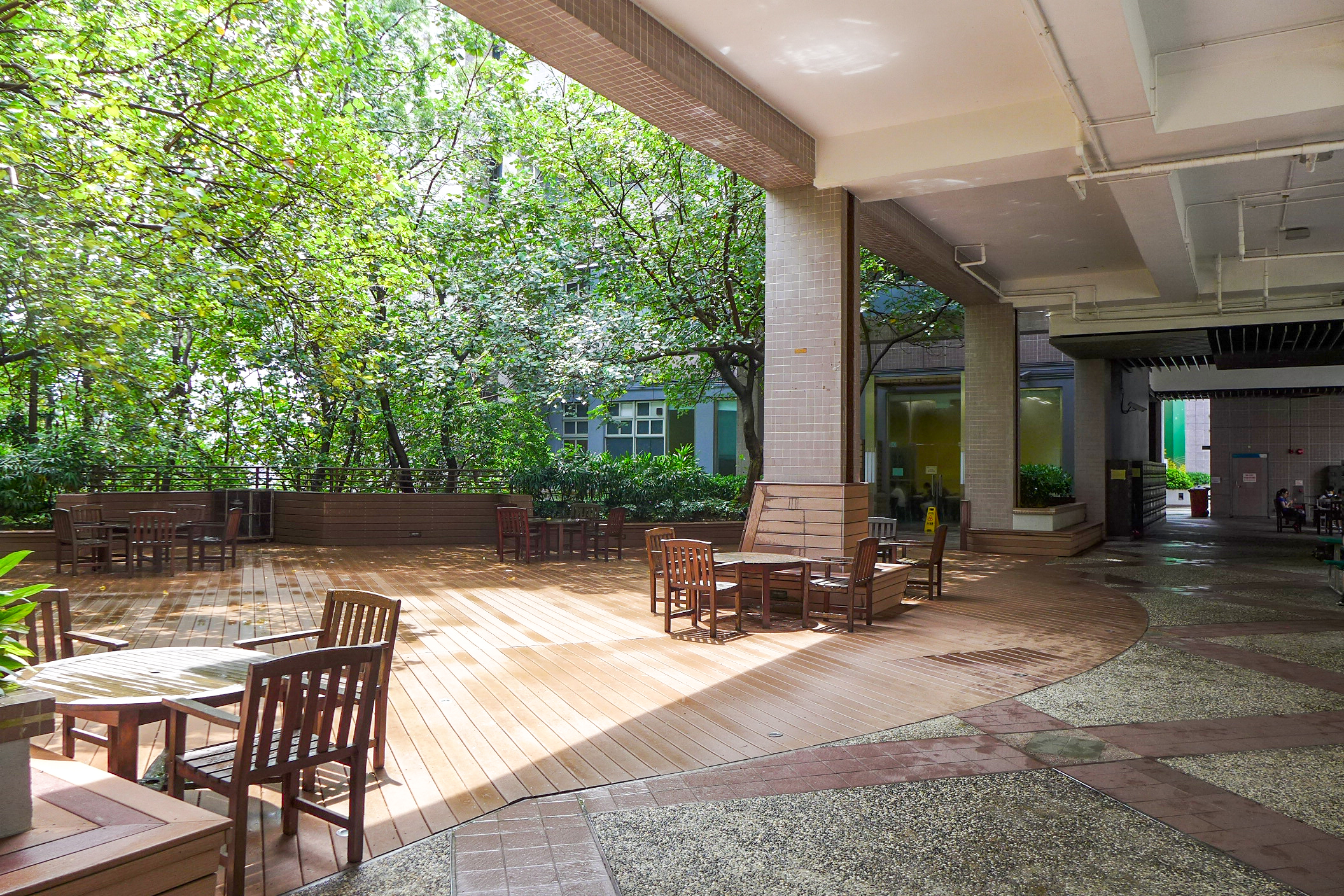
閒座區

香港專業教育學院（青衣）（英語：Hong Kong Institute of Vocational Education (Tsing Yi)）是香港專業教育學院的分校為職業訓練局 (香港)的其中一間機構成員，位於香港新界青衣島青衣路20號，面積6公頃（六萬平方米），鄰近青衣南橋。

## 歷史
香港科技學院（青衣）（英語：Technical College (Tsing Yi），簡稱 TC(TY)）與香港科技學院（柴灣）（今香港專業教育學院（柴灣））於1993年成立，提供原先由兩間前理工學院（今香港理工大學及香港城市大學）開辦的高級文憑及高級證書課程。
1999年，青衣與柴灣科技學院及七間工業學院合併為「香港專業教育學院」並成為轄下的青衣分校。

## 簡介
青衣分校由巴馬丹拿設計、瑞安建業承建。校舍設計優美獨特，結合綠化、現代化與寬敞學習環境於一體，曾獲得1994年度香港建築師學會建築設計優異獎、建築物能源效益獎和2015年的香港環境卓越大奬。校舍設有賀維雅學習資源中心（LRC，即圖書館，在2007年4月12日命名）、體育館、衣帽櫃、標準游泳池、籃球場、網球場、健身室和飯堂等，還建有一座多層學生宿舍，於2016年啟用，可供THEi及IVE學生申請入住。校園面積較大，因而擁有較多戶外空間。
全校設無線WiFi網絡覆蓋。香港專業教育學院及香港高等科技教育學院的全日制及兼讀制學生，如所報讀的課程超過六個月，都可使用青衣分校提供的康樂設施。
青衣分校開辦不同形式和程度的全日制、日間部分時間給假調訓制及夜間制課程，包括文憑、高級文憑、高級證書及衙接學士課程等。
青衣分校設有以下4個學系及1個教學部門：
- 商業系（BA）
- 建造工程系（CN）
- 工程系（ENG）
- 資訊科技系（IT）
- 語文中心（LC）

青衣分校設有以下行政／支援部門：
- 學院秘書處（CS）
- 學生發展處（SDO）（前稱為：學生事務處（SAO））
- 財務及物料供應組
- 夜間課程組
- 賀維雅學習資源中心

## 學科及課程
商業系（BA）
- 航空及物流高級文憑
- 航空機艙及客運服務高級文憑
- 航空服務及運輸學高級文憑
- 活動及商業推廣市場學高級文憑

建造工程系（CN）
- 土木工程高級文憑
- 測量學高級文憑
- 建築學高級文憑
- 環境工程高級文憑

工程系（ENG）
- 電機工程高級文憑
- 電腦及數據工程高級文憑
- 機械工程學高級文憑
- 飛機維修工程高級文憑
- 汽車工程高級文憑
- 航空系統及營運高級文憑

資訊科技系（IT）
- 電訊及網絡科技高級文憑
- 軟件工程高級文憑
- 遊戲軟件開發高級文憑
- 網絡安全高級文憑
- 數據科學及人工智能高級文憑
- 數碼媒體科技高級文憑

其他
- 基礎課程文憑

## 歷任院長
| 年度                 | 院長                    | 年度                 | 副院長                |
| -------------------- | ----------------------- | -------------------- | --------------------- |
| 1990年－1994年       | 屈孝華博士 （Dr Stanley WARD）         | 1993年－1994年       | 李斯博士 （Dr Leonard Horace LEES）         |
| 1994年－1998年       | 麥錦榮博士 （Dr Frederick MAK）         | 1994年－1998年       | 鮑德禮博士 （Dr Derek BOARDMAN）       |
| 1998年－1999年8月    | 鮑德禮博士 （Dr Derek BOARDMAN）         | 1998年－1999年8月    | 李錫勳博士工程師 （） |
| 1999年8月－2004年4月 | 勞虔基博士工程師 （）   | 1999年8月－2000年    | 鮑德禮博士 （Dr Derek BOARDMAN）       |
| 1999年8月－2004年4月 | 勞虔基博士工程師 （）   | 2000年－2001年       | 李錫勳博士工程師 （） |
| 2004年5月－2006年3月 | 陳雲青博士工程師 （）   | 2001年－2005年       | 毛潤明先生 （）       |
| 2004年5月－2006年3月 | 陳雲青博士工程師 （）   | 2005年－2008年8月    | 英棋媛女士 （）       |
| 2006年3月－2006年8月 | 英棋媛女士（署理） （） | 2005年－2008年8月    | 英棋媛女士 （）       |
| 2006年9月－2008年8月 | 陳秀青女士 （）         | 2005年－2008年8月    | 英棋媛女士 （）       |
| 2008年9月－2009年8月 | 英棋媛女士（署理） （） | 2008年9月－2009年8月 | 顏淑賢女士 （）       |
| 2009年9月－2011年3月 | 陳雲青博士工程師 （）   | 2009年9月－2011年3月 | 朱桂鑾工程師 （）     |
| 2011年3月－2015年8月 | 馮建強博士 （）         | 2011年3月－2012年    | 李志華先生 （）       |
| 2011年3月－2015年8月 | 馮建強博士 （）         | 2012年－2013年       | 李鴻光工程師 （）     |
| 2011年3月－2015年8月 | 馮建強博士 （）         | 2013年－2015年8月    | 邵志勇工程師 （）     |
| 2015年9月－2017年9月 | 廖世樂博士工程師 （）   | 2015年9月－2018年    | 鄧兆誠工程師 （）     |
| 2017年9月－2019年9月 | 杜劉仁愛女士 （）       | 2018年－2019年       | 劉慶強博士 （）       |
| 2019年9月－          | 甄鼎君博士 （）         | 2018年－2020年       | 李錦發先生 （）       |
| 2019年9月－          | 甄鼎君博士 （）         | 2020年－2021年       | 鄧錫文工程師 （）     |
| 2019年9月－          | 甄鼎君博士 （）         | 2021年－2022年       | 黎志輝工程師 （）     |
| 2019年9月－          | 甄鼎君博士 （）         | 2023年－             | 林子山博士 (Dr TS Lam）        |

註：相關資料可參考香港專業教育學院青衣分校飯堂外的展示屏

## 系會
- 商業系（BA）
- 建造工程系（CN）
- 工程系（ENG）
- 資訊科技系（IT）

## 圖片庫

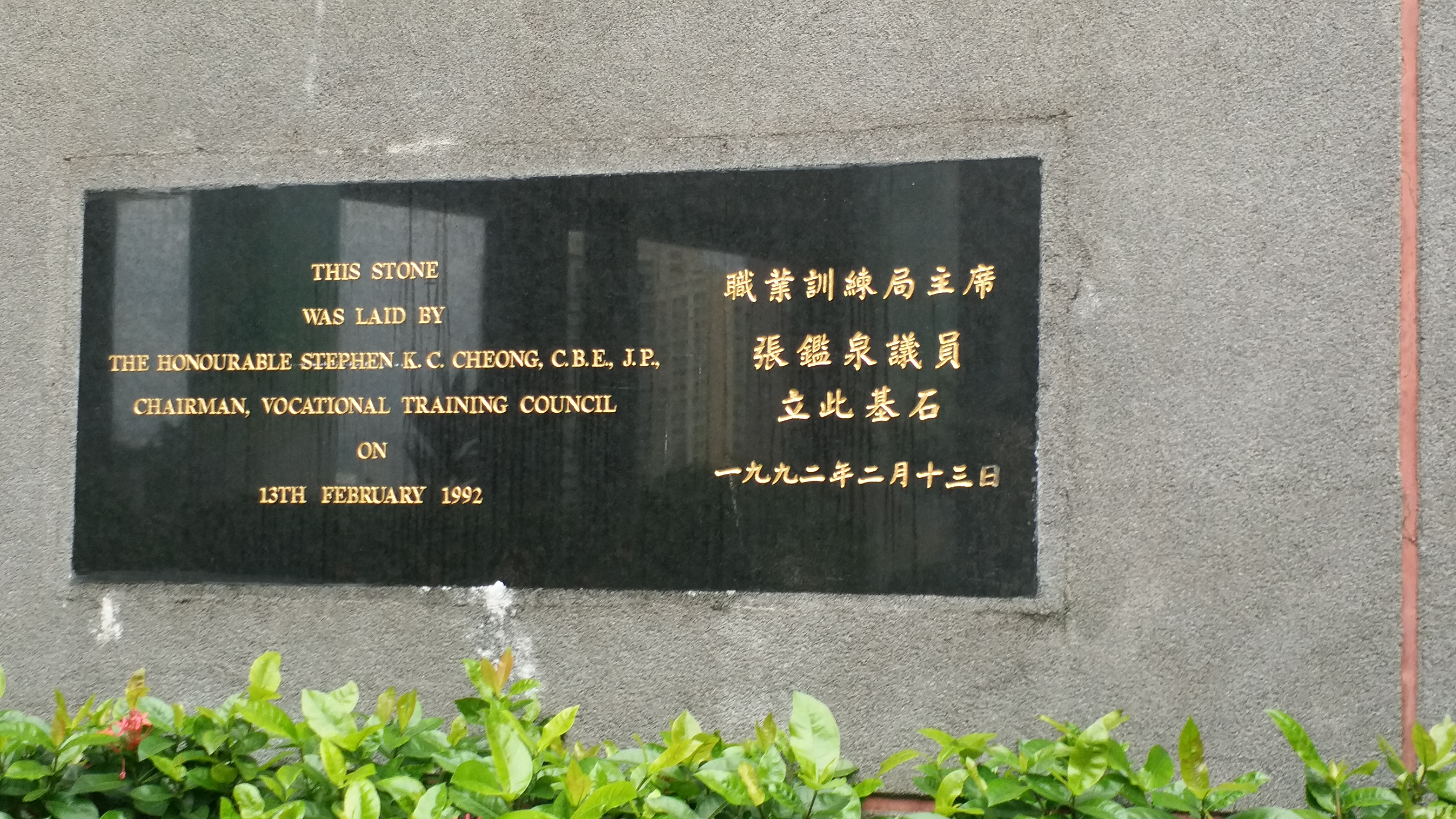
1992年2月13日，時任職業訓練局主席張鑑泉議員曾在香港專業教育學院青衣分校立此基石（2020年10月）
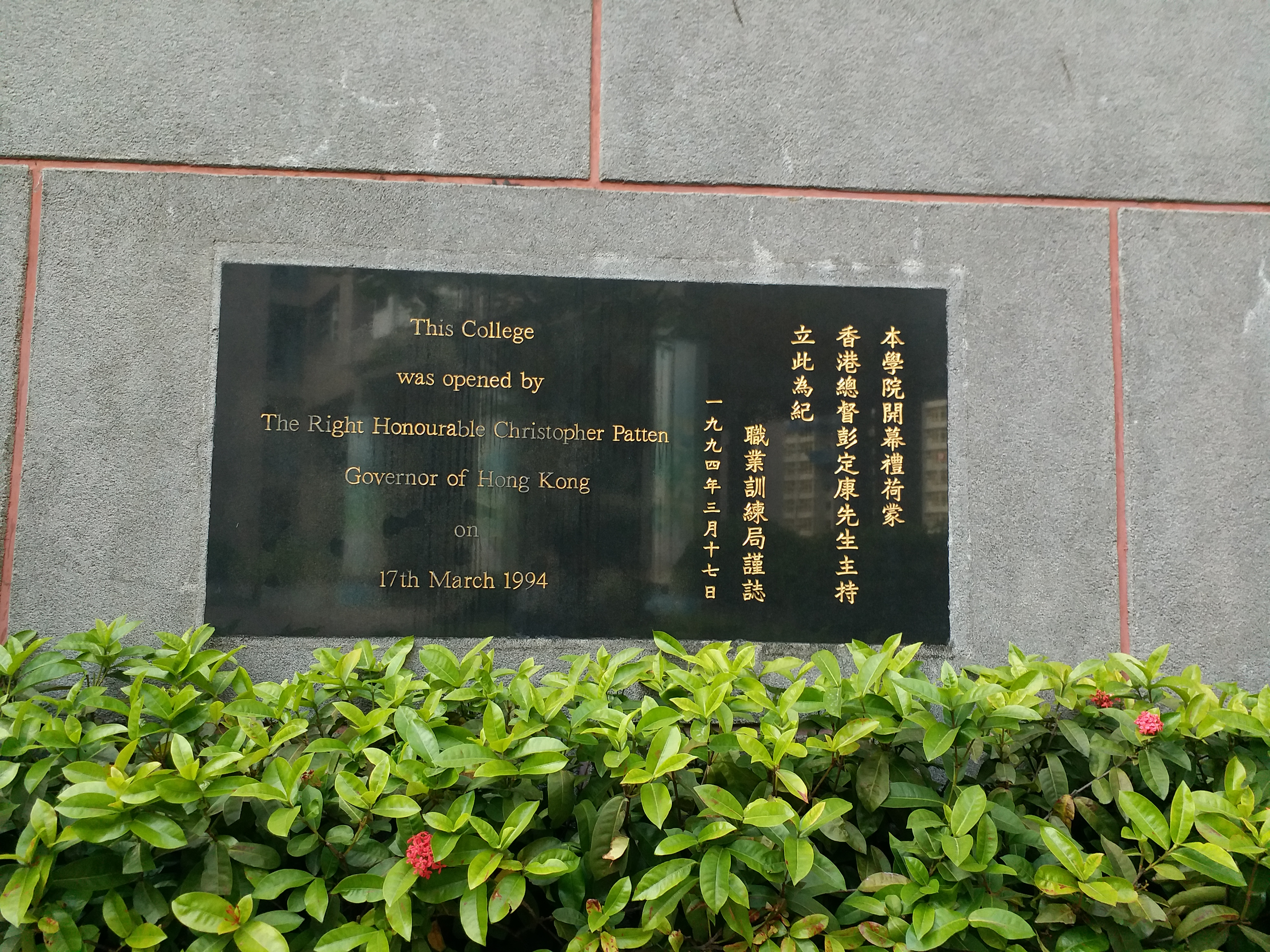
1994年3月17日，時任港督彭定康先生曾在香港專業教育學院青衣分校展開開幕禮並立此基石（2020年10月）

## 外部連結
- 香港專業教育學院（青衣）官方網頁（页面存档备份，存于）